# Ciclisme als Jocs Olímpics d'estiu de 1908 - Esprint masculí
La prova dels 1000 esprint masculí va ser una de les set proves de ciclisme en pista que es van disputar als Jocs Olímpics de Londres de 1908. Aquesta era la segona prova més curta del programa d'aquella edició dels Jocs. El temps màxim per completar la cursa era d'1 minut i 45 segons.
Hi van prendre part 42 ciclistes de 10 nacions diferents, sent disputada el 16 de juliol de 1908.

## Medallistes
| Or | Plata | Bronze |
| -- | --    | --     |

## Resultats

### Primera ronda
Es classifica el vencedor de cadascuna de les 16 sèries per formar 4 semifinals de 4.
| Posició | Ciclista                     | Temps      |
| ------- | ---------------------------- | ---------- |
| 1       | Victor Johnson               | 1' 33,8"   |
| 2       | Gerard Bosch van Drakenstein | desconegut |
| 3       | Guglielmo Malatesta          | desconegut |

| Posició | Ciclista         | Temps      |
| ------- | ---------------- | ---------- |
| 1       | Floris Venter    | 1' 33,2"   |
| 2       | André Poulain    | desconegut |
| 3       | Johnnie Matthews | desconegut |

| Posició | Ciclista         | Temps      |
| ------- | ---------------- | ---------- |
| 1       | Maurice Schilles | 1' 38,4"   |
| 2       | Andrew Hansson   | desconegut |

| Posició | Ciclista           | Temps      |
| ------- | ------------------ | ---------- |
| 1       | Daniel Flynn       | 1' 30,2"   |
| 2       | Pierre Seginaud    | desconegut |
| 3       | Paul Schulze       | desconegut |
| 4       | Frederick McCarthy | desconegut |

| Posició | Ciclista      | Temps      |
| ------- | ------------- | ---------- |
| 1       | Ernest Payne  | 1' 32,0"   |
| 2       | Dorus Nijland | desconegut |

| Posició | Ciclista             | Temps               |
| ------- | -------------------- | ------------------- |
| —       | W. F. Magee          | Temps límit superat |
| —       | Hermann Martens      | Temps límit superat |
| —       | Johannes van Spengen | Temps límit superat |

| Posició | Ciclista             | Temps      |
| ------- | -------------------- | ---------- |
| 1       | Karl Neumer          | 1' 33,2"   |
| 2       | Richard Villepontoux | desconegut |
| 3       | William Bailey       | desconegut |

| Posició | Ciclista         | Temps      |
| ------- | ---------------- | ---------- |
| 1       | George Cameron   | 1' 29,4"   |
| 2       | Philipus Frylink | desconegut |
| 3       | Herbert Crowther | desconegut |
| 4       | Gaston Dreyfus   | desconegut |

| Posició | Ciclista       | Temps      |
| ------- | -------------- | ---------- |
| 1       | Émile Demangel | 1' 35,2"   |
| 2       | William Morton | desconegut |

| Posició | Ciclista      | Temps    |
| ------- | ------------- | -------- |
| 1       | André Auffray | 1' 23,6" |

| Posició | Ciclista            | Temps    |
| ------- | ------------------- | -------- |
| 1       | Guglielmo Morisetti | 1' 21,4" |

| Posició | Ciclista       | Temps      |
| ------- | -------------- | ---------- |
| 1       | Benjamin Jones | 1' 35,0"   |
| 2       | Émile Marechal | desconegut |
| 3       | Bruno Götze    | desconegut |

| Posició | Ciclista       | Temps      |
| ------- | -------------- | ---------- |
| 1       | Paul Texier    | 1' 31,0"   |
| 2       | George Summers | desconegut |
| 3       | Louis Weintz   | desconegut |

| Posició | Ciclista        | Temps      |
| ------- | --------------- | ---------- |
| 1       | Joe Lavery      | 1' 41,0"   |
| 2       | Antonie Gerrits | desconegut |

| Posició | Ciclista           | Temps      |
| ------- | ------------------ | ---------- |
| 1       | Clarence Kingsbury | 1' 27,4"   |
| 2       | Gaston Delaplane   | desconegut |

| Posició | Ciclista       | Temps               |
| ------- | -------------- | ------------------- |
| —       | Georges Perrin | Temps límit superat |
| —       | Frank Shore    | Temps límit superat |

### Semifinals
Es classifica per a la final el vencedor de cadascuna de les 4 semifinals, per tal de conformar una final amb 4 ciclistes.
| Posició | Ciclista       | Temps      |
| ------- | -------------- | ---------- |
| 1       | Victor Johnson | 1:27.4     |
| 2       | Karl Neumer    | desconegut |
| 3       | Floris Venter  | desconegut |
| 4       | Paul Texier    | desconegut |

| Posició | Ciclista         | Temps      |
| ------- | ---------------- | ---------- |
| 1       | Maurice Schilles | 1:38.8     |
| 2-4     | George Cameron   | desconegut |
| 2-4     | Daniel Flynn     | desconegut |
| 2-4     | Ernest Payne     | desconegut |

| Posició | Ciclista       | Temps      |
| ------- | -------------- | ---------- |
| 1       | Benjamin Jones | 1:40.8     |
| 2       | Émile Demangel | desconegut |
| 3       | Joe Lavery     | desconegut |

| Posició | Ciclista            | Temps      |
| ------- | ------------------- | ---------- |
| 1       | Clarence Kingsbury  | 1:35.6     |
| 2       | Guglielmo Morisetti | desconegut |
| 3       | André Auffray       | desconegut |

### Final
El temps límit fou superat a la final per tots els ciclistes, fent que el vencedor es declarés desert i no s'entregués cap medalla. Kingsbury i Johnson no acabaren la cursa, deixant la cursa en mans de Jones i Schilles. Segons l'Official Report "el francès semblà guanyar per unes polzades, però els jutges van decidir no atorgar plaça als ciclistes".
| Posició       | Ciclista           | Temps               |
| ------------- | ------------------ | ------------------- |
| Sense posició | Victor Johnson     | Temps límit superat |
| Sense posició | Benjamin Jones     | Temps límit superat |
| Sense posició | Clarence Kingsbury | Temps límit superat |
| Sense posició | Maurice Schilles   | Temps límit superat |